# Toromelissa nemaglossa
Toromelissa nemaglossa är en biart som först beskrevs av Toro och Ruz 1969.  Toromelissa nemaglossa ingår i släktet Toromelissa och familjen långtungebin. Inga underarter finns listade i Catalogue of Life.